# クー! キン・ザ・ザ
『クー! キン・ザ・ザ』（ロシア語: Ку! Кин-дза-дза）は、ゲオルギー・ダネリヤによる2013年のジョージア・ロシア合作のアニメーションSF映画。ダネリヤの1986年の実写映画『不思議惑星キン・ザ・ザ』をアニメ化した作品である。

## あらすじ
世界的に有名なチェロ奏者のウラジーミル・チジョフとDJ志望の青年トリクは、雪に覆われたモスクワの大通りを歩いていると、自分の事を宇宙人だと言う古いパジャマに裸足というホームレスのような風貌の変な顔の中年男性と遭遇する。そしてトリクが男が持っていた奇妙な装置をいじってしまったせいでウラジーミルとトリクだけがキン・ザ・ザ星雲の砂漠の惑星プリュクに飛ばされてしまう。
そこは、変な顔をしたほとんど「キュー」と「クー」(前者は罵倒語、後者がそれ以外)しか話し言葉が存在せず、テレパシーを使う異星人が住み、身に着けているズボンの色による階級制度が存在する世界だった。2人はそんな異星人達を相手に地球に帰ろうと珍道中を繰り広げるのだった。

## 声の出演
- ウラジーミル・チジョフ - ニコライ・グベンコ
- トリク - イヴァン・ツェフミストレンコ
- ウエフ - アンドレイ・レオノフ
- ビー - アレクセイ・コルガン

## 受賞
- アジア太平洋映画賞[1]